# Bulleribasidium oberjochense
Bulleribasidium oberjochense är en svampart som beskrevs av J.P. Samp., Gadanho, M. Weiss & R. Bauer 2002. Bulleribasidium oberjochense ingår i släktet Bulleribasidium och familjen Tremellaceae.   Inga underarter finns listade i Catalogue of Life.